# Legge e disordine
Legge e disordine (Law and Disorder) è un film statunitense del 1974 diretto da Ivan Passer.
È una commedia drammatica con Carroll O'Connor e Ernest Borgnine che interpretano due newyorchesi i quali si trasformano in giustizieri da un giorno all'altro col proposito di collaborare con il dipartimento di polizia.

## Produzione
Il film, diretto da Ivan Passer su una sceneggiatura dello stesso Passer e di Kenneth Harris Fishman e William Richert, fu prodotto da William Richert e Albert Finney per la Columbia Pictures tramite le società Fadsin Cinema Associates, Leroy Street Productions, Memorial Enterprises e Ugo e girato a New York.

## Distribuzione
Il film fu distribuito negli Stati Uniti dal 9 ottobre 1974 al cinema dalla Columbia Pictures. È stato poi pubblicato in DVD negli Stati Uniti dalla Anchor Bay Entertainment nel 2000.
Alcune delle uscite internazionali sono state:
- nei Paesi Bassi il 31 luglio 1975 (La loi et la pagaille)
- in Francia il 12 agosto 1978
- in Finlandia (Laki ja epäjärjestys)
- in Italia (Legge e disordine)

## Critica
Secondo il Morandini "Passer ha cercato di combinare l'acre umorismo dei suoi film cecoslovacchi con gli stereotipi del cinema americano di guardie e ladri, ma il cocktail gli è riuscito a metà". Sono comunque presenti nella pellicola un fondo di intelligenza e alcune "invenzioni divertenti".